# Sant Miquel de la Vall (església)
Sant Miquel de la Vall és l'església romànica parroquial del poble del mateix nom, de l'antic terme d'Aransís i de l'actual de Gavet de la Conca, al Pallars Jussà. Nascuda possiblement com a capella del Castelló Jussà de Sant Miquel de la Vall, absorbí l'església de Santa Maria del Castelló Sobirà i també la de sant Martí del Castellet, origen de Sant Martí de Barcedana. Així ho manifesten les visites pastorals del segle xviii. És esmentada en el document del 996 que l'historiador Ignasi M. Puig i Ferraté identificà amb Sant Miquel de la Vall, on apareixen també esmentats els diversos castellons d'aquest complex castell. És una obra inclosa a l'Inventari del Patrimoni Arquitectònic de Catalunya.

## Descripció

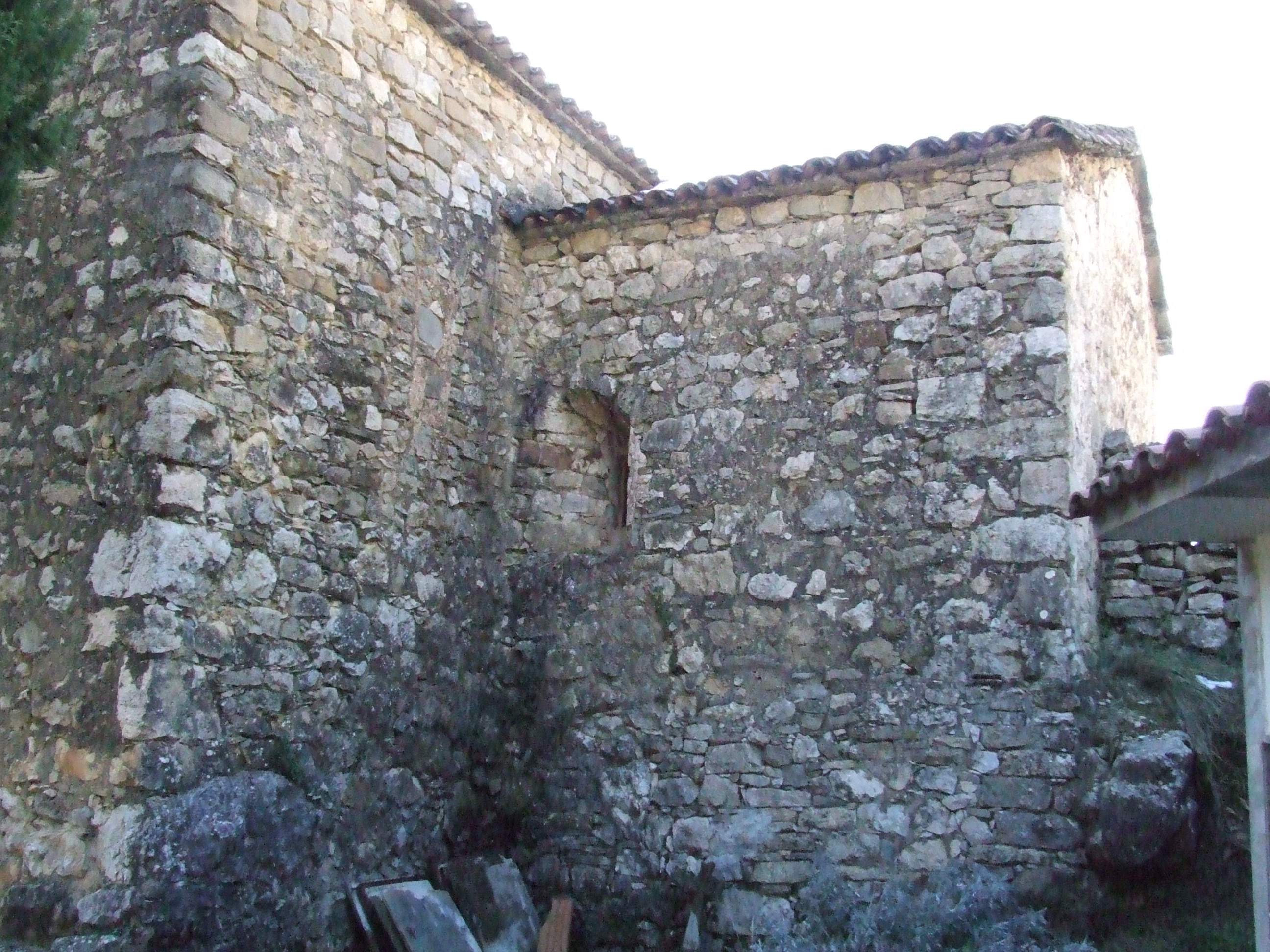
Detall dels elements romànics de l'església

Edifici aïllat als afores del poble. L'església és d'una nau amb creuer i, al mur nord, té una capella adossada. La coberta és a doble vessant. A la façana principal hi ha la porta d'arc de mig punt adovellada i les finestres, de petites dimensions amb llinda de pedra; la façana està rematada per un campanar d'espadanya de dos ulls. Als murs laterals hi ha alguna finestra esqueixada d'arc de mig punt.
L'interior està restaurat i conserva un retaule policromat de tradició barroca; té les figures exemptes de Sant Miquel, al centre i Sant Antoni i Sant Cristòfol flanquejant-lo.
Al costat de l'església hi ha un cementiri.

## Història
És l'antiga església del Castelló Jussà que, juntament amb el Castelló Sobirà, apareix documentat en els falsos de Gerri dels anys 930 i 953. Tornen a aparèixer en un document del 1086 pel qual el comte Ermengol IV d'Urgell dona als comtes de Pallars Jussà la vila de Llimiana amb tots els seus castells.
En una butlla del papa Alexandre III, de confirmació dels béns de Gerri, figura un Sant Miquel de Casis que es podria identificar amb aquesta església. L'any 1314 consta ja clarament com a Sant Miquel del Castelló Jussà. Amb els temps va absorbir el territori de Santa Maria del Castelló Sobirà i se li va unir com a sufragània l'església de Sant Martí del poble de Sant Martí de la Barcedana.